# Макаревич, Олег Леонтьевич
Олег Леонтьевич Макаревич (род. 30 декабря 1962, Кузнецк) — российский военачальник, генерал-полковник (2023). Первый заместитель начальника Военной академии Генерального штаба Вооруженных сил Российской Федерации (2019—?).
Начальник Общевойсковой академии Вооружённых сил Российской Федерации (2014—2017).

## Биография

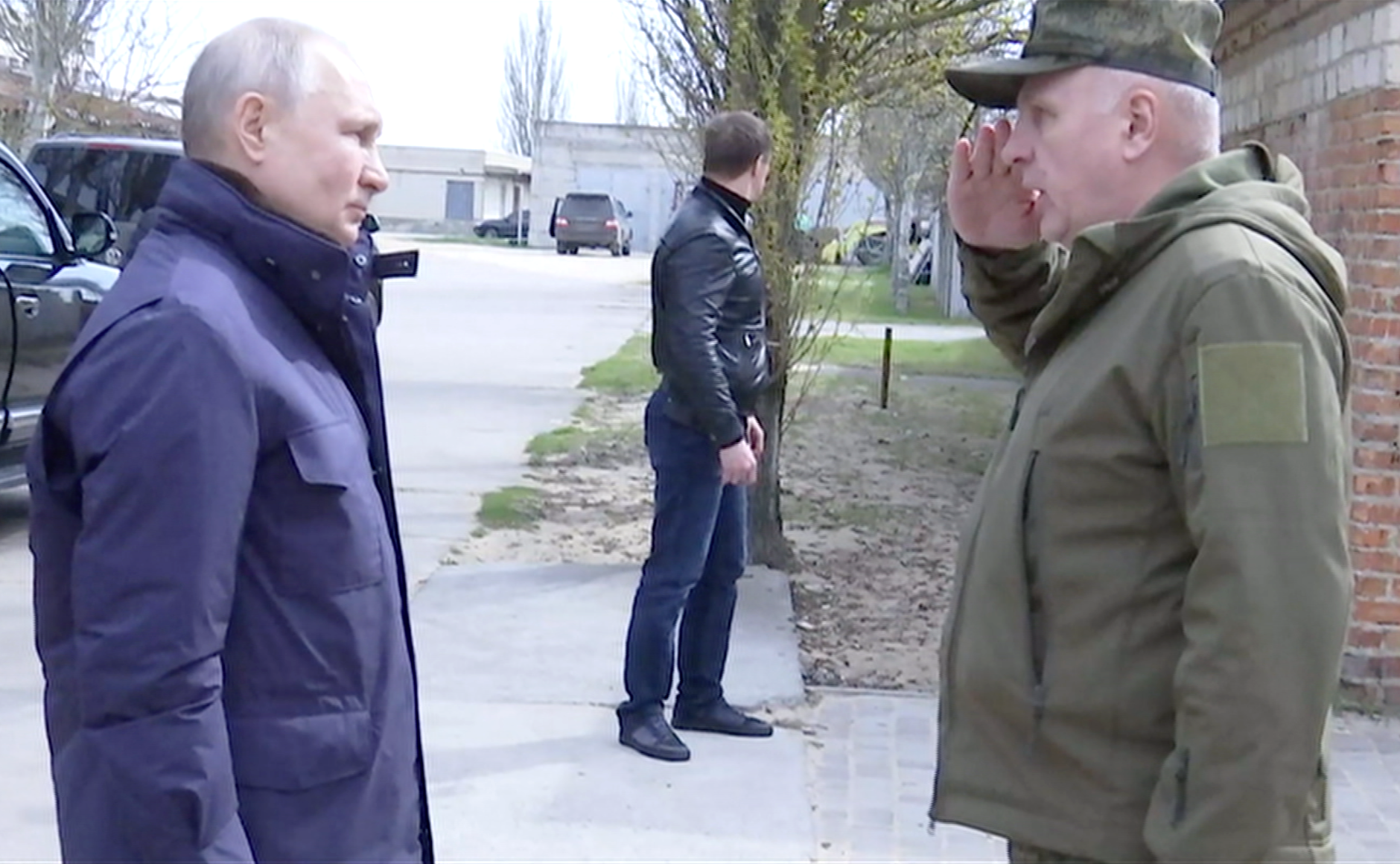
С Владимиром Путиным. 17 апреля 2023 года

Родился 30 декабря 1962 года в городе Кузнецк Пензенской области.
Окончил Суворовское военное училище (1980), Московское высшее общевойсковое командное училище (1984).
Службу начал на должности командира разведывательного взвода в Группе советских войск в Германии (ГСВГ). Далее был командиром разведывательной роты, начальником штаба — заместителем командира отдельного разведывательного батальона.
В 1991 году, завершив учёбу в Военной академии имени. М. В. Фрунзе, проходил службу в Дальневосточном военном округе на должностях командира разведывательного батальона, начальника штаба — заместителя командира полка, командира мотострелкового полка.
В 1998 году назначен на должность начальника штаба — заместителя командира мотострелковой дивизии в Северо-Кавказском военном округе.
В 2002 году назначен командиром 42 мотострелковой дивизии, дислоцированной в Чеченской Республике. Эта дивизия одна из первых в российской армии была переведена на контрактный способ комплектования.
В 2006 году, после окончания Военной академии Генерального штаба ВС РФ, назначен начальником штаба — первым заместителем командующего 22-й гвардейской армии Московского военного округа.
Воинское звание генерал-майор присвоено 21 февраля 2003 года.
В январе 2008 года назначен на должность командующего 2-й гвардейской общевойсковой армией Приволжско-Уральского военного округа.
С февраля 2012 по февраль 2013 года командовал 36-й общевойсковой армией Восточного военного округа.
С марта 2013 года заместитель командующего войсками Западного военного округа. В октября 2013 года назначен первым заместителем командующего войсками — начальником штаба Восточного военного округа.
С июля 2014 года по сентябрь 2017 года — начальник Общевойсковой академии Вооружённых сил Российской Федерации.
С марта 2017 года по март 2019 года   заместитель Главнокомандующего Военно-Морским Флотом.
С августа 2019 года — первый заместитель начальника Военной академии Генерального штаба Вооруженных сил Российской Федерации.
Указом Президента РФ от 17 февраля 2023 года присвоено воинское звание генерал-полковник.
В период российского вторжения на Украину стал командующим группировкой войск «Днепр» на Херсонском направлении. 29 октября 2023 года в ходе ротации командующих на этом направлении вместо него назначен командующий ВДВ Михаил Теплинский.
Участник боевых действий на Северном Кавказе, Сирийской Арабской Республике, Ливии.

## Награды
- Орден «За заслуги перед Отечеством IV» степени (с изображением мечей)
- Орден Жукова
- Орден Мужества
- Орден «За военные заслуги»
- Орден Почёта
- Орден Дружбы
- Медаль ордена «За заслуги перед Отечеством» II степени (с изображением мечей)
- Медали РФ
- Почётный гражданин Пензенской области (31 мая 2024) — за особые заслуги перед Пензенской областью и ее населением, мужество и героизм, проявленные при исполнении служебного долга

## Семья
Женат. Есть дочь и сын.